# Bosna (rivier)
De Bosna (Cyrillisch: Босна) is een van de langste rivieren van Bosnië en Herzegovina. De rivier begint bij de berg Igman nabij Ilidža en Sarajevo en stroomt nabij Šamac in de rivier Sava en uiteindelijk in de Donau. De rivier is 281,6 kilometer lang. In de Romeinse tijd werd de rivier Bosona genoemd. 
Rivieren die in de Bosna uitmonden: Željeznica, Miljacka, Fojnička, Lašva, Gostović, Krivaja, Usora (rivier) en Spreča.
De volgende plaatsen liggen langs de Bosna: Visoko, Kakanj, Zenica, Žepče, Zavidovići, Maglaj, Doboj, Modriča en Šamac.